# فريتشال برو ريستلنغ 64
فريتشال برو ريستلنغ 64 (بالإنجليزية: Virtual Pro Wrestling 64)‏ ، هي لعبة فيديو إلكترونية من نوع رياضة مصارعة الحرة، نشرها شركة أسميك أيس إنترتنمنت اليابانية سنة 1997م في اليابان ، وتعمل حصراً لنظام نينتندو 64 ، وهي مرخصة من اتحادات المصارعة الأمريكية دبليو سي دبليو وإن دبليو أو.

## مصدر
1. ↑  Virtual Pro Wrestling 64 for Nintendo 64 - GameFAQs نسخة محفوظة 31 مايو 2016 على موقع واي باك مشين.